# Hessdalen-Lichter
Als Hessdalen-Lichter oder Lichter von Hessdalen wird ein seit Dezember 1981 dokumentiertes Phänomen in Norwegen bezeichnet, das bis in die heutige Zeit immer wieder beobachtet und gefilmt und/oder fotografiert wird. Die Lichter werden zuweilen als UFOs bezeichnet und sind in der Ufologie sehr bekannt, da sie Ähnlichkeiten mit Leuchterscheinungen wie beispielsweise den Marfa-Lichtern aufweisen. 

## Beschreibung
Die sogenannten Hessdalen-Lichter erscheinen in der Umgebung des Hochtals Hessdalen, das in der Nähe der Ortschaften Holtålen und Trondheim in der Provinz Trøndelag liegt. Das Phänomen umfasst runde, dreieckige oder unregelmäßig geformte Lichter, die sich mit unterschiedlicher Geschwindigkeit über den Himmel bewegen und manchmal bis zu einer Stunde auf einem Fleck verharren.

## Erforschung

### Geschichte
Im Jahr 1983 wurde das Projekt Hessdalen AMS gegründet. 1998 errichtete die Hochschule Østfold eine automatische Messstation in Hessdalen. Die Station ist mit mehreren Kameras, die über Nachtsichtfunktion verfügen, sowie Infrarot-Kameras ausgestattet, einem Magnetometer, einer Wetterstation sowie Sensoren für elektromagnetische Strahlung.
2004 wurden spezielle Niederfrequenz-Antennen und modernere Kameras installiert. Viele der beobachteten Lichterscheinungen konnten Flares, Flugzeugen, Meteoren, Planeten oder den Lichtern weit entfernter Autoscheinwerfer zugeordnet werden. Ein Großteil jedoch blieb unidentifiziert.
Im Jahr 2007 richteten Studenten und Lehrer der Tindlund Junior High School ein Forschungscamp in Hessdalen ein, um das Phänomen zu ergründen. Dabei ergaben chemische wie spektralanalytische Messungen, dass die meisten der „echten“ Hessdalen-Lichter aus Sauerstoff, Stickstoff, Natrium und Scandium bestehen.

### Theorien zum Ursprung der Lichter
Ein Teil der Forschung vermutet, dass es sich um elektrisch aufgeladene Plasma-Wellen handelt, die mit seismischen Aktivitäten in Verbindung stehen. Es ist jedoch weiterhin ungeklärt, wie sie genau entstehen, woher sie ihre Energie beziehen und wie ihre oft überraschenden Bewegungen zustande kommen. Hessdalen wird als geologischer Sonderfall beschrieben, da das Gestein an den Hängen der einen Seite auffallend kupferhaltig ist und das Gestein der gegenüber liegenden Hänge übermäßig Zink und Eisen enthält. Das Wasser der Hesja, eines Flusses, der durch das Tal fließt, enthält durch Ausschwemmungen geschlossener Minen hohe Mengen an schwefelhaltigen Mineralien. Die italienischen Forscher Jader Monari und Romano Serra stellten 2013 eine These auf, wonach das Tal wie eine Batterie funktionieren könnte: Mit zwei Felsbrocken von beiden Seiten des Tals der Hesja konnten sie nachweisen, dass das schwefelhaltige Flusswasser elektrische Spannungsfelder zwischen den beiden Felsen erzeugt. Die elektromagnetischen Feldlinien könnten die Bewegung der Lichter in Plasmablasen erklären. Forscher wie Björn Gitle Hauge werfen jedoch ein, dass viele der Hessdalen-Lichter auch in den Hochebenen um Sør Trøndelag auftauchen, fernab der Hesja. Daher erkläre auch diese Vermutung nicht alle Lichterscheinungen.